# حاجي أباد نورأباد (مقاطعة دلفان)
حاجي أباد نورأباد (بالفارسية: حاجی‌آباد) هي مستوطنة تقع في Nurabad Rural District في إيران. يقدر عدد سكانها بـ 223 نسمة .